# Jadraya
Jadraya (tiếng Ả Rập: جدرايا) là một ngôi làng Syria nằm ở Muhambal Nahiyah ở huyện Ariha, Idlib. Theo Cục Thống kê Trung ương Syria (CBS), Jadraya có dân số 1820 trong cuộc điều tra dân số năm 2004.